# Reserve (Louisiana)
Reserve is een plaats (census-designated place) in de Amerikaanse staat Louisiana, en valt bestuurlijk gezien onder St. John the Baptist Parish.

## Demografie
Bij de volkstelling in 2000 werd het aantal inwoners vastgesteld op 9111.

## Geografie
Volgens het United States Census Bureau beslaat de plaats een oppervlakte van
44,3 km², waarvan 41,6 km² land en 2,7 km² water. Reserve ligt op ongeveer 3 m boven zeeniveau.

## Plaatsen in de nabije omgeving
De onderstaande figuur toont nabijgelegen plaatsen in een straal van 12 km rond Reserve.